# 니시타카오카역
니시타카오카역(일본어: 西高岡駅, にしたかおかえき)은 일본 도야마현 다카오카시에 있는 아이노카제토야마 철도의 철도역이다.

## 역 구조
상대식 2면 2선 구조의 지상역으로, 정류소로 취급되고 있다. 역사는 하행선 승강장 쪽에 있으며, 상행선 승강장과는 구름다리로 이어져 있다.
후쿠이 지역 철도부가 관리하는 간이 위탁역이다.

### 승강장
| 1 | ■ 아이노카제토야마 철도선 | 다카오카 · 도야마 방면   |
| 2 | ■ 아이노카제토야마 철도선 | 이스루기 · 가나자와 방면 |

## 역사
- 1956년 11월 19일: 일본국유철도 호쿠리쿠 본선 후쿠오카 역 ~ 다카오카 역 사이에 신호장으로 개업.
- 1957년 4월 25일: 역으로 승격했다.
- 1987년 4월 1일: 민영화에 따라 서일본 여객철도의 소속이 되었다.
- 2015년
  - 3월 14일: 호쿠리쿠 신칸센의 연장 개통에 따라, 아이노카제토야마 철도로 소속이 이관되었다.
  - 3월 26일: ICOCA 도입.

## 인접역
| 아이노카제토야마 철도 아이노카제토야마 철도선 | 아이노카제토야마 철도 아이노카제토야마 철도선 | 아이노카제토야마 철도 아이노카제토야마 철도선 |
| --------------------------------------------- | --------------------------------------------- | --------------------------------------------- |
| 후쿠오카 가나자와 방면                        |                                               | 다카오카야부나미 도야마 방면                  |